# Лендър (окръг)
Окръг Лендър (на английски: Lander County) е окръг в щата Невада, Съединени американски щати. Площта му е km², а населението – 5702 души (2016). Административен център е град Батъл Маунтин.